# الدور المرضي
الدور المرضي هو مصطلح يستخدم في علم الاجتماع الطبي فيما يتعلق بالمرض وحقوق والتزامات المصابين. إنه مفهوم ابتكره عالم الاجتماع الأمريكي تالكوت بارسونز عام 1951. تراجع الدور المرضي في التسعينيات واستبدل بنظريات النموذج الاجتماعي للإعاقة.

## المفهوم
كان بارسونز عالم اجتماع وظيفي جادل بأن كونك مريضًا يعني أن المصاب يدخل دور "الانحراف المعتمد". هذا لأن الفرد المريض من منظور وظيفي ليس عضوًا منتجًا في المجتمع. غالبًا ما تكون أنماط المرض ناتجة عن آلام مستمرة تساعد في دعم موقفهم المتمثل بعدم الرغبة في اتخاذ إجراءات إيجابية لتحسين صحتهم. لذلك يحتاج هذا الانحراف إلى مراقبة وهو دور المهنة الطبية. بشكل عام جادل بارسونز بأن أفضل طريقة لفهم المرض اجتماعيًا هي النظر إليه على أنه شكل من أشكال الانحراف الذي يعطل الوظيفة الاجتماعية للمجتمع.
الفكرة العامة هي أن الفرد الذي يمرض ليس فقط مريضًا جسديًا، ولكنه يلتزم الآن بالدور الاجتماعي المنظم بشكل خاص المتمثل في كونه مريضًا. "كونك مريضًا" ليس مجرد "حقيقة" أو "حالة" بل يحتوي في حد ذاته على حقوق والتزامات عرفية تستند إلى المعايير الاجتماعية التي تحيط بها. حددت النظرية ثلاثة حقوق للشخص المريض والتزامين:
حقوق:
- يعفى المريض من الأدوار الاجتماعية العادية.
- المريض غير مسؤول عن حالته.

التزامات:
- يجب على المريض محاولة الشفاء.
- يجب على المريض طلب المساعدة الفنية المختصة والتعاون مع أخصائيين الرعاية الصحية.[6]

هناك ثلاث نسخ للدور المرضي:
1. مشروط: حيث تنطبق الحقوق والواجبات
2. شرعي دون قيد أو شرط: حيث قد لا تنطبق الالتزامات (لا يلتزم المرضى الميؤوس من شفائهم بمحاولة الشفاء)
3. دور غير شرعي: حالة وصمة العار من قبل الآخرين (حيث لا تنطبق الحقوق لأن المريض يقع عليه اللوم في حالته)[6]

## الانتقادات
يشير منتقدو بارسونز والمنظور الوظيفي إلى عيوب مختلفة يرونها في حجته. يفترض النموذج أن الفرد يقبل طواعية الدور المرضي ويتجاهل أن الفرد قد لا يمتثل لتوقعات الدور المرضي ولا يجوز له التخلي عن الالتزامات الاجتماعية وقد يقاوم الاعتمادية وقد يتجنب الدور المرضي العام خاصة إذا تم وصم مرضه. يلوم النموذج المرضى أيضا حيث لا تنطبق "الحقوق" دائمًا.
تراجع الدور المرضي في التسعينيات مع مفاهيم بديلة من حيث نظرية الوصم التي تنظر إلى المرض على أنه النموذج الاجتماعي للإعاقة لوصف المنحرف اجتماعيا بأنه أدنى، مع استخدام النظام الطبي والأطباء كوسيلة للسيطرة. يجادل بورنهام بأن هذا الرفض تم دمجه مع رفض صريح أو ضمني لفكرة العقل اللاوعي (تم استبدالها بنظريات العلاج المعرفي السلوكي) إلى جانب اعتماد صريح أو ضمني لمنظور ماركسي بأن المرض ناجم عن الظروف الاقتصادية.